# Charta 77

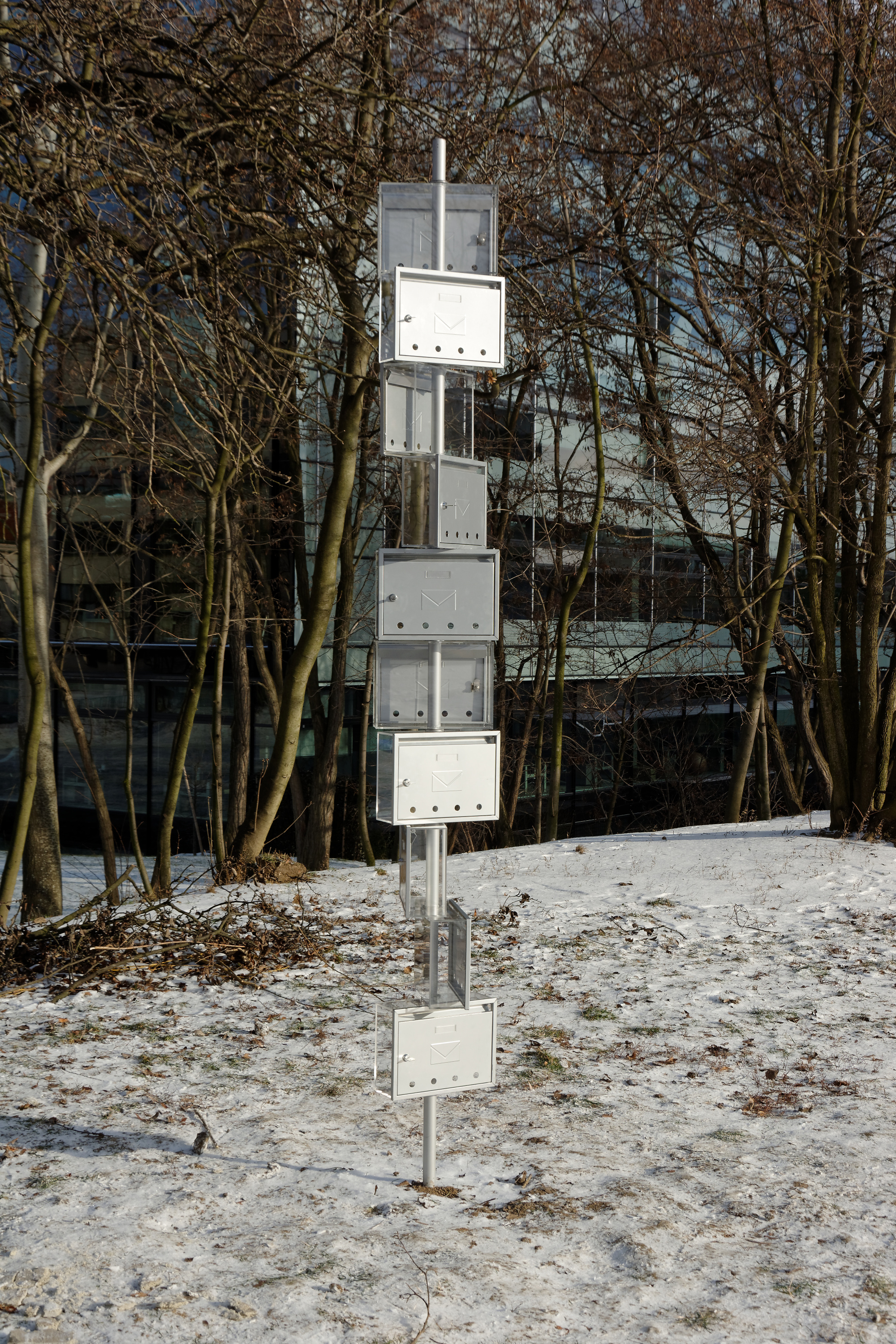
Martin Brůha: Pomník Charty 77. Pomník stál v roce 2017 v Gymnasijní ulici v Praze 6 na místě, kde 6. ledna 1977 Státní bezpečnost dostihla a zatkla Václava Havla, Pavla Landovského a Ludvíka Vaculíka.

Charta 77 byla neformální československá občanská iniciativa, která kritizovala „politickou i státní moc“ československého komunistického režimu za nedodržování lidských a občanských práv, k jejichž dodržování se Československá socialistická republika (ČSSR) zavázala při podpisu Závěrečného aktu Konference o bezpečnosti a spolupráci v Evropě (KBSE) v Helsinkách. Iniciativa působila v letech 1977 až 1992. Dokument (Charta 77) je pojmenován podle data z 1. ledna 1977. Do ledna 1990 se k němu přihlásilo 1 898 signatářů.
Autoři textu Charty 77 si přáli zůstat v anonymitě. Je známo pouze tolik, že značnou část sestavili Václav Havel a Pavel Kohout. Druhý jmenovaný je také autorem názvu petice. Organizátory a prvními signatáři byli Jan Patočka, Jiří Němec, Václav Benda, Vlasta Chramostová, Václav Havel, Ladislav Hejdánek, Zdeněk Mlynář, Pavel Kohout, Petr Uhl, Ludvík Vaculík a Jiří Hájek. Jeden ze tří prvních mluvčí, Jan Patočka, byl také první obětí represí komunistického režimu vůči signatářům Charty 77, když 13. března 1977 po několikahodinovém výslechu zemřel. Jeho pohřeb v Břevnově se stal významnou událostí protikomunistického odporu, nekrolog četl Ladislav Menzel. Ačkoli deklarovaným záměrem autorů Charty bylo, aby signatáři reprezentovali odlišná povolání, politické postoje i náboženská vyznání, fakticky společenství kolem Charty tvořili zčásti levicoví intelektuálové z pražského prostředí, často bývalí členové komunistické strany, ale i mladí lidé z prostředí kulturního undergroundu. Po sametové revoluci v roce 1989 se řada signatářů Charty 77 výrazně zapojila do veřejného života.
Charta 77 je současnými historiky považována za jednu z nejvýznamnějších akcí odporu vůči předlistopadovému režimu v období normalizace po roce 1968. To je nicméně způsobeno tím, že v době jejího vzniku žádné další opoziční akce prakticky neexistovaly. Skutečný dopad Charty na dění v zemi byl omezen jednak tím, že počet signatářů Charty byl vzhledem k celkovému počtu obyvatel malý, jednak cenzurní blokádou komunistické strany. Podíl na mizivém povědomí obyvatelstva o dění kolem Charty mělo i vysoce intelektuálské prostředí, které se kolem Charty utvořilo. Naděje na ovlivnění politické situace se tak vyplnily jen částečně, přestože Charta budila u části obyvatelstva určité sympatie. Tím, že nezískala výraznější podporu obyvatelstva, se Charta 77 zásadně lišila od o tři roky později založeného polského odborového hnutí Solidarita. Toto se v Polsku brzy stalo masovým, vyzvalo komunistický režim ke střetu v boji o politickou moc a později přispělo k jeho pádu.
V zahraničí vzniklo na podporu Charty 77 několik iniciativ: v roce 1977 vznikl v Paříži Mezinárodní výbor na podporu zásad Charty 77 v Československu a v roce 1978 založila skupina kolem levicového časopisu Folket i Bild zastoupená Petrem Larssonem a Petrem Gavelinem spolu s Jiřím Pallasem Nadaci Charty 77. Později byl do vedení nadace přizván docent František Janouch. Podle jeho slov Nadaci významně podporoval známý filantrop a mecenáš George Soros.

## Dějiny

### Vznik a politické cíle
Jedním z podnětů k sepsání Charty 77 bylo zadržení členů undergroundové skupiny The Plastic People of the Universe. Text Charty 77 vznikal v průběhu prosince 1976 a navzdory snaze československého režimu byl ve dnech 6.-7. ledna 1977 publikován současně v několika západních listech (Le Monde, Frankfurter Allgemeine Zeitung, The Times a New York Times). Prvních 242 signatářů text podepsalo už koncem prosince 1976 na samostatných kartičkách s textem „Souhlasím s prohlášením Charty 77 z 1. 1. 1977“, s podpisem a adresou. Originály těchto podpisů byly nalezeny v roce 2006 ve spisu tajné policie StB.
Ve snaze zamezit rozšíření dokumentu zadržela StB už ve čtvrtek 6. ledna 1977 Václava Havla, Ludvíka Vaculíka a herce Pavla Landovského. Zatčení organizátorů sice zabránilo předpokládanému předání manifestu Federálnímu shromáždění ČSSR a dalším institucím, ale nezamezilo zveřejnění Charty 77 o den později.
Do poloviny 80. let dokument podepsalo přibližně 1 200 lidí, v drtivé většině se jednalo o občany české části Československa. Do ledna 1990 Chartu podepsalo 1883 občanů. 25 lidí podpis veřejně odvolalo. V letech 1977 až 1989 vydala Charta celkem 598 dokumentů.
Charta 77 kritizovala vládu za porušování lidských práv, k jejichž dodržování se zavázala řadou dokumentů včetně samotné československé ústavy, Helsinských dohod z roku 1975 a smluv OSN. Signatáře Charta popisuje jako „volné, neformální a otevřené sdružení lidí … spojených vůlí individuálně i kolektivně bojovat za lidská a občanská práva v naší zemi i ve světě.“ Tím bylo zdůrazněno, že Charta 77 nebyla žádnou organizací, neměla žádné stanovy ani trvalé orgány a „nevytváří základnu žádné opoziční politické aktivity“. Tento závěrečný článek výzvy byl pokusem o udržení Charty v hranicích československého práva, které organizovanou opozici zakazovalo.
Charta 77 se deklarovala jako sdružení lidí různých ideových zaměření a přesvědčení. V kontextu doby a místa vzniku představovala pluralitní komunitu lidí s rozdílnými názory, jež spojoval pocit zodpovědnosti za společnost, lidská práva a svobodu v ČSSR. Teoreticky Charta svým signatářům nijak neupírala právo hájit názory podstatně radikálnější než toto minimum. Charta oficiálně nebyla součástí žádného světového mírového hnutí.

### Mluvčí
Navenek byla skupina reprezentována mluvčími Charty 77, kteří ručili za pravost dokumentů vydávaných jejím jménem. Každý rok byla určena trojice mluvčích, v kteréžto roli se celkem vystřídalo více než 40 lidí. Tito byli vybíráni tak, aby zastupovali co možná nejširší spektrum Charty, v němž se mísily různé filozofické, politické a společenské názory. Mluvčí patřili k nejvíce pronásledovaným signatářům.

### Reakce režimu
Reakce vlády na objevení Charty 77, která kolovala v samizdatové formě po Československu a která byla v plné formě otištěna v řadě zahraničních deníků, byla ostrá. Oficiální tisk označil manifest za „protistátní, protisocialistické, demagogické a hanlivé psaní,“ a jednotliví signatáři byli popisováni jako „ztroskotanci a samozvanci“, „věrní služebníci a agenti imperialismu“, „zkrachovaní politici“ a „mezinárodní dobrodruhové“. Navíc byli postiženi řadou represí - někteří byli vyhozeni z práce, jejich dětem bylo odepřeno studium na školách, přišli o řidičské průkazy, byli nuceni k emigraci či jim byla odebírána občanství. Někteří byli také zadržováni státní policií, biti, mučeni, souzeni a vězněni. V některých případech jim byly vyvlastňovány jejich nemovitosti. Někteří signatáři Charty 77 byli nakonec přinuceni ke spolupráci s StB. Cílem těchto opatření bylo signatáře izolovat, zastrašit či umlčet, popřípadě dosáhnout jejich odjezdu ze země.
Přední chartista Václav Benda popsal ve své stati O politicky motivovaných represích v roce 1986 represe takto: „Za necelých deset let existence Charty 77 - což spadá téměř v jedno s existencí veřejně artikulované "občanské nespokojenosti" v normalizovaném reálném socialismu - se mnohokrát prostřídaly a patrně ještě prostřídají nejdůraznější formy represe: od difamačních kampaní v tisku přes administrativní opatření všeho druhu (doslova počínaje porodnicí a konče hrobem) až po masivní represe policejní (výslechy, domovní prohlídky, několikadenní zadržení, střežení, často hraničící s domácím vězením - a potom ovšem vysloveně temné, teroristické akty) a justiční (většinou motivované čistě politicky, stále se však opakují, pravda nepříliš úspěšně, pokusy vykonstruovat "zástupnou" kriminální delikvenci). Také cíle těchto útoků se mění: např. vůči Chartě 77 se několikrát vystřídaly snahy o její izolaci od společnosti dalekosáhlým zastrašováním všech potenciálních sympatizantů (od příbuzných a přátel jednotlivých signatářů až po jejich sousedy a spolupracovníky v zaměstnání), snahy o její rozmělnění a umrtvení postupným "odřezáváním okrajů", totiž vězněním a perzekvováním méně známých signatářů, i snahy o její zničení jediným razantním úderem, za cenu uvěznění nejznámějších aktivistů, kteří byli teoreticky pokládáni za "nedotknutelné". Žádná z těchto metod nezaznamenala jednoznačný úspěch a musíme tedy počítat s tím, že se k nim státní moc v různém sledu opět vrátí - pokud náhodou nevymyslí něco docela nového.“ Extrémním příkladem teroru ze strany tajné policie byla smrt prvního mluvčího charty Jana Patočky, který zemřel 13. března 1977 několik dnů po osmihodinovém výslechu.
Zacházení se signatáři Charty a ostatními kritiky režimu vedlo k vytvoření Výboru na obranu nespravedlivě stíhaných (VONS) v dubnu 1978. Ten se pokoušel zveřejňovat osudy lidí, kteří byli stíháni za své politické postoje. V říjnu 1979 bylo odsouzeno šest představitelů této skupiny (včetně V. Havla) za rozvracení republiky na tři až pět let odnětí svobody.[zdroj?]
Přestože represe vůči chartistům a členům VONS pokračovaly i v 80. letech, tyto skupiny i nadále pokračovaly v poukazování na pokračující porušování lidských práv komunistickou vládou.

### Vliv
Paradoxně skutečný vliv na dění ve společnosti získali chartisté až po výměně vládnoucí moci na konci roku 1989. Během komunistické vlády zůstal význam Charty 77 omezen. Nezasáhla široké skupiny obyvatelstva (rádio Svobodná Evropa bylo silně rušeno), navíc většina jejích signatářů byla z Prahy, a dopadu na obyvatelstvo bránila i malá srozumitelnost vysoce intelektuálně formulovaných prohlášení. Většina československých občanů o Chartě věděla jen prostřednictvím komunistické kampaně zaměřené proti ní, neboť v žádném veřejném tisku nebyla zveřejněna. Mezi občany kolovala jen v strojopisových opisech a v Praze byla kromě chartistů šířena např. i pracovníky letiště Ruzyně (dnes letiště Václava Havla) a fakulty strojní ČVUT v Praze.[zdroj?]
Mezi nejvýraznější projevy této kampaně patřila především tzv. Anticharta, kterou podepsalo 76 národních umělců, 360 zasloužilých umělců a přes 7000 „obyčejných“ umělců. Řada z nich však tvrdila, že tak učinila pod nátlakem, případně že o svém podpisu vůbec nevěděli. Někteří připustili své morální selhání. Kupříkladu herec Jan Hrušínský přiznal, že nebyl statečný, když podepisoval Antichartu. Další umělkyně, která se za svůj podpis omluvila, byla zpěvačka Eva Pilarová. Pro Festivalový samizdat hudebního Open Air Festivalu TrutnOFF řekla: "Bála jsem se odmítnout, věděla jsem, že tím bych se zpíváním skončila. Zpívání – to byl můj život [...] A brala jsem to nejen jako ponížení, ale jako bezmocnost spojenou se zbabělostí".
Mimo to však existovala i mezi odpůrci režimu skupina lidí, která se zdráhala Chartu podpořit. Ti poukazovali zejména na to, že mezi chartisty je celá řada komunistů a bývalých opor režimu. Např. kardinál Tomášek odmítl zpočátku Chartu podpořit (aniž by ji ovšem odsoudil), což odůvodnil tím, že v jejích řadách je spousta exkomunistů, kteří nejsou o nic lepší, než současné vedení státu (jeho dobrovolní Svatovítští zvoníci však opsané texty Prohlášení Charty 77 po Praze šířili, neboť v něm viděli silný požadavek náboženské svobody). Kardinál ovšem tento postoj časem změnil (pod vlivem Jana Pavla II, Josefa Zvěřiny a dalších) a začal Chartu podporovat. Trvale kritický zůstal vůči Chartě např. český spisovatel a exulant Jan Beneš.
Od roku 1978 vedla skupina několika signatářů samizdatový časopis Informace o Chartě 77 ("Infoch"), ve kterém byly publikovány aktuality o Chartě, VONSu a jiných samizdatových novinkách. Časopis byl nezávislý nejen na státní moci, ale i na samotné Chartě 77. Úzce však spolupracoval s jejími mluvčími.
Na konci 80. let se komunistické režimy východního bloku začaly hroutit. Charta 77 vycítila příležitost a začala být aktivnější v pořádání opozičních akcí vůči vládnoucímu režimu. Signatáři Charty 77 se po listopadu 1989 podíleli na vyjednávání s vládnoucí garniturou o hladkém předání moci a posléze se angažovali v nově vzniklých politických stranách a hnutích, především v Občanském fóru a později v Občanském hnutí. Někteří zastávali i vysoké politické pozice (zejména Václav Havel, který se stal posledním československým a později prvním českým prezidentem). Jejich politický vliv částečně poklesl poté, co se Občanské hnutí, jehož členy byla řada známých signatářů Charty 77, nedokázalo ve volbách v roce 1992 prosadit. Někteří se však prosadili v dalších stranách, zejména v ČSSD (např. Pavel Rychetský, Zdeněk Jičínský, Vladimír Laštůvka, František Bublan, Jiří Dienstbier, Petr Kajnar, Jaroslav Šabata, Jaroslav Mezník) a ODS (např. Jan Ruml, Václav Benda, Milan Uhde, Alexandr Vondra).

### Zánik
V prosinci 1976 se k Prohlášení Charty 77 svým podpisem přihlásilo 242 občanů a celkově jej do ledna 1990 podepsalo 1 898 osob. Po svržení komunistické totality byla na setkání mluvčích v Praze 3. listopadu 1992 oficiálně činnost Charty 77 ukončena.

### Kontroverze a konspirační teorie
Publicista a bývalý politický vězeň Miroslav Dolejší publikoval v roce 1990 konspirační teorii, podle níž byla Charta 77 založena jako zednářská lóže a ovládali ji Židé, zednáři a komunisté. Chartista a disident Jiří Wolf nařkl čelné představitele Charty za to, že zpronevěřovali zahraniční finanční výpomoc.